# Liedea
Liedea là chi thực vật có hoa trong họ Apocynaceae.